# RM (mixtape)
RM é a mixtape de estreia do rapper sul-coreano RM, do grupo BTS. Foi lançada em 20 de março de 2015 pela Big Hit Entertainment através do SoundCloud.

## Antecedentes e desenvolvimento
Antes de lançar sua carreira como o rapper RM da boy band sul-coreana BTS, RM começou a escrever poesia em seu segundo ano do ensino fundamental, com foco em temas de desespero, solidão e a relação entre o eu e o mundo. Aos 11 anos, RM desenvolveu um interesse pela música hip hop e se interessou pelo lirismo após uma introdução ao rapper americano Eminem por seu professor. Como estudante do primeiro ano do ensino médio, RM começou a fazer rap em círculos locais de hip-hop amador e tornou-se ativo na cena underground do hip-hop coreano sob o apelido de "Runch Randa", lançando uma série de faixas e colaborações com outros rappers underground antes de entrar na Big Hit Entertainment para seguir carreira na música como membro de um grupo de hip hop semelhante ao 1TYM em 2010. Como os planos para o grupo mudaram para um grupo idol coreano mais tradicional, RM lembra que sentiu que estava vivendo uma "vida falsificada", mas permaneceu no grupo, pois o CEO Bang Si-hyuk prometeu a RM que ele poderia fazer música que ele mesmo escreveu, não música que outros escreveram.[carece de fontes?] RM treinou na Big Hit Entertainment por três anos ao lado dos membros J-Hope e Suga antes de fazer sua estreia como membro do BTS em 2013. Nos primeiros anos de sua carreira no BTS, tanto ele quanto Suga, outro membro do grupo, enfrentaram críticas da cena hip hop underground por "se venderem" e se tornarem ídolos do K-pop.
Em uma entrevista para a Singles Magazine, RM expressou o desejo de lançar uma mixtape para se estabelecer e apresentar uma tese sobre sua auto-identidade. Entre seus compromissos como membro do BTS, RM aproveitou seu tempo de descanso para trabalhar em sua mixtape. Todo o seu trabalho na mixtape levou cerca de quatro a cinco meses. Desenvolvendo RM musicalmente com base no hip hop, grande parte da inspiração de RM para as letras veio de sua própria "escuridão interior, preocupações, ganância" e da música "Just Do You" de India.Arie.

## Músicas e letras
A versão final de RM contém onze faixas no SoundCloud.
Em RM, RM respondeu a seus críticos, refletiu sobre suas inseguranças e dúvidas e revelou sua crença em si mesmo. A faixa de abertura "Voice" focou em contar a história de seu passado com um simples loop de piano ao fundo. "Do You", com suas batidas monótonas, continha a mensagem central da mixtape aconselhando os ouvintes a levar uma vida autônoma livre dos padrões da sociedade. A faixa seguinte "Awakening" mergulhou no conflito interno de RM sobre sua identidade de "ídolo" versus "artista" antes de retrucar seus haters na faixa "Monster" e exigir que seus ouvintes descartassem seu preconceito e tendências em "Throw Away". Em "Joke", RM exibiu suas técnicas de rap com letras de fluxo de consciência, enquanto "God Rap" refletia a visão de mundo ateísta de RM de que somente a si mesmo controla as decisões de sua vida e lida com suas consequências, que ter fé em si mesmo é a chave. Em "Life", RM apresentou um exame da vida, morte e solidão com um rap calmo e composto levando à faixa "Adrift", que contemplou o significado da vida e da felicidade. A faixa final "I Believe" concluiu a mixtape com a confiança de RM em si mesmo e sua determinação em continuar em frente.

## Lançamento e promoção
Em 11 de março de 2015, RM anunciou o lançamento de sua mixtape de estreia para 17 de março por meio de uma postagem da arte da capa da mixtape na página do blog do BTS junto com o tema "Você faz você, eu faço eu". Antes do lançamento da mixtape, um videoclipe para a faixa "Awakening" foi lançado em 13 de março. Atrasada para melhorar sua produção, a mixtape foi lançada em 20 de março de 2015, no SoundCloud e para download gratuito através de links no blog do BTS em conjunto com um videoclipe de "Do You". Em 27 de março, RM lançou um videoclipe para "Joke". Além de entrevistas para revistas como Hip Hop Playa e IZE, RM não promoveu mais a mixtape. Posteriormente, RM ficou em 48º lugar na lista dos "50 Melhores Álbuns de Hip Hop de 2015" da revista Spin.[carece de fontes?] A mixtape alcançou a 12ª posição na parada de álbuns mundiais da Billboard em 2015.

## Lista de faixas
Todas as faixas foram escritas e produzidas por RM, exceto onde indicado.
| N.º            | Título                             | Produtore(s)   | Duração |  |
| 1.             | "Voice" (목소리)                   | Slow Rabbit    | 2:47    |  |
| 2.             | "Do You"                           |                | 3:01    |  |
| 3.             | "Awakening" (각성 / 覺醒)          |                | 2:38    |  |
| 4.             | "Monster"                          |                | 3:44    |  |
| 5.             | "Throw Away" (버려)                |                | 3:15    |  |
| 6.             | "Joke" (농담)                      |                | 3:18    |  |
| 7.             | "God Rap"                          |                | 3:34    |  |
| 8.             | "Rush" (com part. de Krizz Kaliko) | Pdogg          | 4:12    |  |
| 9.             | "Life"                             |                | 4:17    |  |
| 10.            | "Adrift" (표류)                    |                | 3:09    |  |
| 11.            | "I Believe"                        | Slow Rabbit    | 3:42    |  |
| Duração total: | Duração total:                     | Duração total: | 37:32   |  |

#### Créditos desamples[6]
- "Do You" contém a batida original de "Aerosol Can" de Major Lazer.
- "Awakening" contém a batida original de "The Alarm" de Big K.R.I.T.
- "Monster" contém a batida original de "Grown Simba" de J. Cole.
- "Throw Away" contém a batida original de "Hypest Hype" de Chase & Status.
- "Joke" contém a batida original de "Oh My Darling Don't Cry" de Run the Jewels.
- "God Rap" contém a batida original de "God's Gift" de J. Cole.
- "Life" contém a batida original de "Life" de J. Dilla.
- "Adrift" contém a batida original de "Lust 4 Life" de Drake.

## Tabelas musicais
| Tabela musical (2015)                     | Melhor posição |
| ----------------------------------------- | -------------- |
| Estados Unidos - World Albums (Billboard) | 12             |